# لبخاتة
 لبخاتة هي جماعة قروية تابعة لإقليم جرادة ضمن الجهة الشرقية بالمغرب. بلغ مجموع عدد سكان  لبخاتة حسب إحصاءات 2004 حوالي 2546 نسمة يعيشون في 371 أسرة.

## إحصاء عام
| السنة | عدد السكان | عدد الأسر | عدد الأجانب |
| ----- | ---------- | --------- | ----------- |
| 1994  | 2617       | 344       | °°°°        |
| 2004  | 2546       | 371       | 0           |